# Stændertorvet
Stændertorvet, tidligere Rådhustorvet og Nytorv, er et centralt torv i Roskilde på Østsjælland. Det ligger med Roskilde gamle rådhus og Sankt Laurentii Kirkeruin mod vest, Roskilde Domkirke og Det Gule Palæ med Museet for Samtidskunst mod nord, og byens gågade mode syd (Skomagergade mod vest og Algade mod øst). Mod øst ligger en filial af Danske Bank.
En del af pladsen bruges til parkering, mens der afholdes markedsdage onsdag og lørdage, hvor der handels med bl.a. fødevarer, antikviteter og blomster. I december måned opstilles der juletræ på pladsen.
Ud til torvet ligger bl.a. Bog & Idé, Ecco Sko, Danske Bank og Café Vivaldi.

## Historie
Stændertorvet blev til efter reformationen, hvor Sankt Laurentii Kirke blev revet ned, ligesom den tilhørende kirkegård blev fjernet. Indtil da havde der kun eksisteret en smal gennemgang nord for kirken. Op det nye område opstod en ny trekantet plads (i den vestligste del af det nuværende torv), der bl.a. kan ses i Atlas Danicus af Peder Hansen Resen fra anden halvdel af 1600-tallet. Pladsen stødte op til Algade, som var byens handelsgade. I første omgang hed pladsen bare Torvet.
Første gang navnet Rådhustorvet nævnes er i 1832, men allerede i 1735 var der opført et nyt rådshus ud til pladsen. I 1835 blev der fjernet en række huse for Det Gule Palæ, hvorved Nytorv blev etableret øst for Rådhustorvet. Da rådhuset blev revet ned i 1884 blev Rådhustorvet udvidet. Rådhustorvet mod vest og Nytorv mod øst var fortsat adskilt af en række huse, men i 1908 blev disse fjernet, og der opstod ét stort torv, men navnene blev bibeholdt. I 1911 blev der opført et haveanlæg, som optog det meste af pladsen på torvet. I 1921 omdøbte den daværende borgmester I.C. Sørensen Nytorv til Stændertorvet efter de rådgivende provinsialstænderforsamlinger i Det Gule Palæ. I 1932 fjernede man haveanlægget, og der blev etableret et samlet torv igen. Først i 1955 besluttede byråddet at hele pladsen skulle hedde Stændertorvet, og Nytorv blev derved sløjfet.
I 2014 påbegyndte kommunen en større renovering af torvet,, og i 2016 blev det indviet.

## Kunst
Der findes en række skulpturer og anden offentlig kunst på Stændertorvet.
I den sydlige ende af torvet findes Schmeltz's springvand, der blev opført i 1895 af arkitekten V.J. Mørk-Hansen. Det blev skænket af O. H. Schmeltz.
Bronzeskulpturen Roar og Helge står i den nordlige ende af pladsen ved hjørnet af kirkemuren og Det Gule Palæ, og den er udført af Johan Galster i 1939 efter han havde vundet 1. præmien for udsmykning af pladsen i 1933. Konkurrencen blev udskrevet da Carl Andersen ( Schmeltz' Eftf.) døde, og han i sit testamente havde skænket 20.000 kr til at få rejst "... et respektabelt Mindesmærke i Bronze af Roskilde Bys Grundlæggere, Hroar og Helge"
Ligeledes i den nordlige ende findes en mindesten for besættelsen, der blev opstillet i 1955, og udført af Knud Nellemose.